# NK Sinđelić Trpinja
Nogometni klub Sinđelić Trpinja hrvatski je nogometni klub iz Trpinje, Vukovarsko-srijemska županija. Trenutačno se natječe u 1. ŽNL Vukovarsko-srijemskoj.

## Povijest

### Osnivanje
Inicijativa za osnivanje nogometoga kluba u Trpinji potekla je od nekolicine naprednih mladića, obrtnika i gimnazijalaca predvođenih Brankom Palićem. Osnivačka skupština održana je 2. kolovoza 1927. godine u gostionici Joce Jančurića. Na prijedlog Stevice Manojlovića klub je dobio ime "Soko", kapetan momčadi bio je Branko Palić, za prvoga predsjednika kluba izabran je Drago Vranješević, a za boju kluba izabrana je plavo-bijela. Veliku pomoć pri osnivanju pružio je crkveni odbor koji je darovao travnatu ledinu na Gaju. Krajem 1931. godine klub mijenja ime u "Sinđelić" na prijedlog Milenka Vračarića.
Prvih godina po osnivanju su igrane samo prijateljske utakmice. U tridesetim godinama u Trpinji uz NK Sinđelić postojala su još dva kluba, Obilić i Hajduk. Sinđelić se natjecao u Osječkom nogometnom podsavezu s gradskim klubovima. 

### Nakon Drugog svjetskog rata
Od 1961. do 1964. godine klub je igrao u Vinkovačkom nogometniom podsavez. Po osnivanju Vukovarskog nogometnog podsaveza počeo se natjecati u istom. Za 19 godina igranja u vukovarskom podsavezu klub je postizao prosječne rezultate, od kojih treba izdvojiti osvajanje kupa podsaveza u sezoni 1975./76.
U sezoni 1983./84. Sinđelić je osvojio prvo mjesto i plasirao se u viši razred natjecanja - Međuopćinsku ligu Slavonije i Baranje – skupina sjever. U sezoni 1986./87. Sinđelić je nadmoćno osvojio prvo mjesto u međuopćinskoj ligi i plasirao se u Regionalnu ligu Slavonije i Baranje.

### Sinđelić u Hrvatskoj
Od sezone 1998./99. Sinđelić se natjecao u 1. županijskoj nogometnoj ligi Vukovarsko-srijemskoj, gdje su najveći uspjesi osvajanje Kupa Nogometnog središta Vukovar u sezoni 2003./04. i igranje u finalu Kupa Vukovarsko-srijemske županije iste godine. Sezone 2004./05. Sinđelić je igrao u 1. kolu Hrvatskoga kupa, kada je poražen od NK Budainke iz Slavonskog Broda.
Od sezone 2007./08. klub se natjecao u 2. ŽNL Vukovarsko-srijemskoj, koju je u sezonama 2010./11., 2012./13., 2013./14. i 2015./16. osvojio.

## Plasmani kluba kroz povijest
| Sezona                                                            | Liga                                                              | Plasman                                                           | Ostalo                                                                                  |
| ----------------------------------------------------------------- | ----------------------------------------------------------------- | ----------------------------------------------------------------- | --------------------------------------------------------------------------------------- |
| 1927. – 1933. klub je igrao samo prijateljske utakmice i turnire  |                                                                   |                                                                   |                                                                                         |
| 1933.                                                             | Kvalifikacije za ulazak u Osječki nogometni podsavez - neuspješno | Kvalifikacije za ulazak u Osječki nogometni podsavez - neuspješno | Kvalifikacije za ulazak u Osječki nogometni podsavez - neuspješno                       |
| 1930-ih do 1941.                                                  | Prvenstvo Osječkog nogometnog podsaveza                           | nepoznati plasmani                                                |                                                                                         |
| 1941. – 1945. rad kluba bio je obustavljen zbog 2. svjetskog rata |                                                                   |                                                                   |                                                                                         |
| 1945. – 1950. nije se natjecao u službenim prvenstvima            |                                                                   |                                                                   |                                                                                         |
| 1950.                                                             | Grupno prvenstvo NP Osijek Grupa X                                | 2. mjesto                                                         |                                                                                         |
| 1951.                                                             | Grupno prvenstvo NP Osijek Grupa VI                               | 5. mjesto                                                         |                                                                                         |
| 1952.                                                             | Grupno prvenstvo NP Osijek Grupa VII                              | 5. mjesto                                                         |                                                                                         |
| 1952./53.                                                         | Grupno prvenstvo NP Osijek Grupa IV                               | 5. mjesto                                                         |                                                                                         |
| 1953./54.                                                         | Grupno prvenstvo NP Osijek Grupa V                                | 3. mjesto                                                         |                                                                                         |
| 1954./55.                                                         | Grupno prvenstvo NP Osijek Grupa III                              | 3. mjesto                                                         |                                                                                         |
| 1955./56.                                                         | Grupno prvenstvo NP Osijek Grupa II                               | isključen iz prvenstva (10. mjesto)                               |                                                                                         |
| 1958./59.                                                         | Prvenstvo nogometnog podsaveza Vinkovci                           | 9. mjesto                                                         |                                                                                         |
| 1959./60.                                                         | Grupno prvenstvo nogometnog podsaveza Vinkovci                    | nepoznat plasman                                                  |                                                                                         |
| 1960./61.                                                         | Grupno prvenstvo nogometnog podsaveza Vinkovci 5. grupa           | 1. mjesto                                                         |                                                                                         |
| 1961./62.                                                         | Prvenstvo nogometnog podsaveza Vinkovci                           | 10. mjesto                                                        |                                                                                         |
| 1962./63.                                                         | Prvenstvo nogometnog podsaveza Vinkovci                           | 9. mjesto                                                         |                                                                                         |
| 1963./64.                                                         | Prvenstvo nogometnog podsaveza Vinkovci                           | 9. mjesto                                                         |                                                                                         |
| 1964./65.                                                         | Prvenstvo nogometnog saveza područja Vukovar                      | 4. mjesto (od 10 klubova)                                         |                                                                                         |
| 1965./66.                                                         | Prvenstvo nogometnog saveza područja Vukovar                      | 7. mjesto                                                         |                                                                                         |
| 1966./67.                                                         | Prvenstvo nogometnog saveza područja Vukovar                      | 9. mjesto                                                         |                                                                                         |
| 1967./68.                                                         | Prvenstvo nogometnog saveza područja Vukovar                      | 2. mjesto                                                         |                                                                                         |
| 1968./69.                                                         | Prvenstvo nogometnog saveza područja Vukovar                      | 3. mjesto                                                         |                                                                                         |
| 1969./70.                                                         | Prvenstvo nogometnog saveza područja Vukovar                      | 6. mjesto                                                         |                                                                                         |
| 1970./71.                                                         | Prvenstvo nogometnog saveza područja Vukovar                      | 4. mjesto (od 14 klubova)                                         |                                                                                         |
| 1971./72.                                                         | Prvenstvo nogometnog saveza područja Vukovar                      | 6. mjesto                                                         |                                                                                         |
| 1972./73.                                                         | Prvenstvo nogometnog saveza područja Vukovar                      | 7. mjesto                                                         |                                                                                         |
| 1973./74.                                                         | Prvenstvo nogometnog saveza područja Vukovar                      | 7. mjesto                                                         |                                                                                         |
| 1974./75.                                                         | Prvenstvo nogometnog saveza područja Vukovar                      | 6. mjesto                                                         | finalist kup natjecanja za područje Vukovara                                            |
| 1975./76.                                                         | Prvenstvo nogometnog saveza područja Vukovar                      | 5. mjesto                                                         | pobjednici u kup natjecanju za područje Vukovara                                        |
| 1976./77.                                                         | Prvenstvo nogometnog saveza područja Vukovar                      | 5. mjesto                                                         |                                                                                         |
| 1977./78.                                                         | Prvenstvo nogometnog saveza područja Vukovar                      | 12. mjesto (od 14 klubova)                                        |                                                                                         |
| 1978./79.                                                         | Prvenstvo nogometnog saveza područja Vukovar                      | 12. mjesto                                                        |                                                                                         |
| 1979./80.                                                         | Prvenstvo nogometnog saveza područja Vukovar                      | 9. mjesto                                                         |                                                                                         |
| 1980./81.                                                         | Prvenstvo nogometnog saveza općine Vukovar                        | 7. mjesto                                                         |                                                                                         |
| 1981./82.                                                         | Prvenstvo nogometnog saveza općine Vukovar                        | 9. mjesto                                                         |                                                                                         |
| 1982./83.                                                         | Prvenstvo nogometnog saveza općine Vukovar                        | 3. mjesto                                                         |                                                                                         |
| 1983./84.                                                         | Prvenstvo nogometnog saveza općine Vukovar                        | 1. mjesto (od 14 klubova)                                         |                                                                                         |
| 1984./85.                                                         | Međuopćinska liga – Sjever                                        | 2. mjesto                                                         |                                                                                         |
| 1985./86.                                                         | Međuopćinska liga – Sjever                                        | 4. mjesto                                                         | finalisti kup natjecanja za područje Vukovara                                           |
| 1986./87.                                                         | Međuopćinska liga – Sjever                                        | 1. mjesto (od 14 klubova)                                         |                                                                                         |
| 1987./88.                                                         | Regionalna liga Slavonije i Baranje                               | nepoznat plasman                                                  |                                                                                         |
| 1988./89.                                                         | Regionalna liga Slavonije i Baranje                               | nepoznat plasman                                                  |                                                                                         |
| 1989./90.                                                         | Međuopćinska liga – Sjever                                        | 6. mjesto                                                         |                                                                                         |
| 1990./91.                                                         | Međuopćinska liga – Sjever                                        | nepoznat plasman                                                  |                                                                                         |
| 1991./92.                                                         | klub se nije natjecao                                             | klub se nije natjecao                                             | klub se nije natjecao                                                                   |
| 1992./93.                                                         | Prvenstvo RSK – Liga Istočne Slavonije i Zapadnog Srema           | 7. mjesto                                                         |                                                                                         |
| 1993./94.                                                         | Prvenstvo Republike Srpske Krajine                                | nepoznat plasman                                                  |                                                                                         |
| 1994./95.                                                         | Prvenstvo Republike Srpske Krajine                                | finale prvenstva                                                  |                                                                                         |
| 1995./96.                                                         | Prvenstvo Srijemsko-baranjske oblasti                             | nepoznat plasman                                                  |                                                                                         |
| 1996./97.                                                         | Prvenstvo Srijemsko-baranjske oblasti                             | nepoznat plasman                                                  |                                                                                         |
| 1997./98.                                                         | Prvenstvo Srijemsko-baranjske oblasti                             | nepoznat plasman                                                  | pobjednik Kupa Srijemsko-baranjske Oblasti                                              |
| 1998./99.                                                         | 1. ŽNL Vukovarsko-srijemska Grupa "B"                             | 5. mjesto                                                         |                                                                                         |
| 1999./2000.                                                       | 1. ŽNL Vukovarsko-srijemska Grupa "B"                             | 2. mjesto                                                         |                                                                                         |
| 2000./01.                                                         | 1. ŽNL Vukovarsko-srijemska Grupa "B"                             | 2. mjesto                                                         |                                                                                         |
| 2001./02.                                                         | 1. ŽNL Vukovarsko-srijemska                                       | 3. mjesto                                                         |                                                                                         |
| 2002./03.                                                         | 1. ŽNL Vukovarsko-srijemska                                       | 10. mjesto                                                        |                                                                                         |
| 2003./04.                                                         | 1. ŽNL Vukovarsko-srijemska                                       | 14. mjesto                                                        | osvajanje Kupa Nogometnog Središta Vukovar; finalist Kupa Vukovarsko-srijemske županije |
| 2004./05.                                                         | 1. ŽNL Vukovarsko-srijemska                                       | 15. mjesto                                                        | 1. kolo (pretkolo) Hrvatskoga kupa                                                      |
| 2005./06.                                                         | 1. ŽNL Vukovarsko-srijemska                                       | 11. mjesto                                                        |                                                                                         |
| 2006./07.                                                         | 1. ŽNL Vukovarsko-srijemska                                       | 15. mjesto                                                        |                                                                                         |
| 2007./08.                                                         | 2. ŽNL Vukovarsko-srijemska NS Vukovar                            | 5. mjesto                                                         |                                                                                         |
| 2008./09.                                                         | 2. ŽNL Vukovarsko-srijemska NS Vukovar                            | 4. mjesto                                                         |                                                                                         |
| 2009./10.                                                         | 2. ŽNL Vukovarsko-srijemska NS Vukovar                            | 2. mjesto                                                         |                                                                                         |
| 2010./11.                                                         | 2. ŽNL Vukovarsko-srijemska NS Vukovar                            | 1. mjesto                                                         |                                                                                         |
| 2011./12.                                                         | 2. ŽNL Vukovarsko-srijemska NS Vukovar                            | 2. mjesto                                                         |                                                                                         |
| 2012./13.                                                         | 2. ŽNL Vukovarsko-srijemska NS Vukovar                            | 1. mjesto                                                         |                                                                                         |
| 2013./14.                                                         | 2. ŽNL Vukovarsko-srijemska NS Vukovar                            | 1. mjesto                                                         |                                                                                         |
| 2014./15.                                                         | 2. ŽNL Vukovarsko-srijemska NS Vukovar                            | 3. mjesto                                                         |                                                                                         |
| 2015./16.                                                         | 2. ŽNL Vukovarsko-srijemska NS Vukovar                            | 1. mjesto                                                         |                                                                                         |
| 2016./17.                                                         | 2. ŽNL Vukovarsko-srijemska NS Vukovar                            | 4. mjesto                                                         |                                                                                         |
| 2017./18.                                                         | 2. ŽNL Vukovarsko-srijemska NS Vukovar                            |                                                                   |                                                                                         |

## Navijači
Navijači Sinđelića se nazivaju Bidoši i pored domaćih utakmica, često organizirano bodre svoj klub i na gostovanjima.

## Momčad u sezoni 2010./11.
Vratari:
- Aleksandar Petrović
- Nenad Pantić

Obrambeni:
- Radomir Palić (zamjenik kapetana)
- Goran Božić
- Boris Ristić
- Slobodan Marić
- Miloš Miodragović
- Nemanja Đurić
- Dragan Perkanović

Vezni:
- Borislav Cvetković
- Srđan Gajčić
- Ognjen Knežević
- Milan Atanacković
- Milan Antunić
- Dragan Marić
- Bojan Trošić
- Bogdan Lukić
- Vladimir Radić

Napadači:
- Srđan Knežević (kapetan)
- Branislav Stojanović
- Srđan Vasiljev

Trener: Radenko Vranješević

## Vanjske poveznice
- Profil, Facebook
- Profil, HNS Semafor